# Derk Bolhuis
Derk Bolhuis (Adorp, 9 maart 1876 - Winschoten, 9 oktober 1953) was een Nederlandse architect. Veel van zijn werken zijn te vinden in Winschoten, waar hij gemeente-architect was.

## Leven en werk
Derk Bolhuis, zoon van een dagloner, was "bouwkundig opzichter-teekenaar" te Rotterdam. In 1904 werd hij benoemd tot "assistent-gemeentebouwmeester" van Deventer. Twee jaar later volgde een aanstelling als gemeente-architect van Winschoten, als opvolger van Klaas de Grooth. Daarnaast werd hij in oktober 1911 voorgedragen als adjunct-directeur van de dienst gemeentewerken van Batavia, de hoofdstad van het toenmalige Nederlands-Indië. De benoeming volgde een maand later. In 1920 werd hij aangesteld als "adjunct-directeur in den rang van ingenieur 1e klasse" van het bureau van gemeentewerken te Leiden. Het jaar daarop werd Bolhuis voorgedragen als directeur gemeentewerken van Wageningen. Hij bleef echter al die tijd tevens als architect in dienst bij de gemeente Winschoten en zou die functie tot 1935 blijven bekleden. Hij is in het najaar van 1953 op 77-jarige leeftijd te Winschoten overleden.
Bolhuis, die sinds 1909 lid van de Maatschappij tot Bevordering der Bouwkunst was, ontwierp tal van bouwwerken in Winschoten, waaronder middenstandswoningen (1919 en 1928-'31) en de doopsgezinde kerk (ca. 1930). Een mogelijk door hem ontworpen kantoorgebouw van de Raad van Arbeid (1920) is aangewezen als rijksmonument, evenals de door hem in een eigen variant van de stijl van de Amsterdamse School getekende openbare bibliotheek (1933). Ook was Bolhuis in 1930-'31 verantwoordelijk voor de restauratie van de spits van d'Olle Witte, de vrijstaande toren van de hervormde kerk in Winschoten, al was zijn plan daarvoor weinig meer dan een "eenvoudig schetsje". Verder hield hij zich in Winschoten onder meer bezig met wegenonderhoud, waarbij hij al in de vroege jaren tien experimenteerde met de toen voor Nederland nog relatief nieuwe techniek van het asfalteren van wegen.

## Werken (selectie)
- 1919: Middenstandswoningen, Winschoten[2]
- 1920: Kantoorgebouw met dienstwoning, Winschoten (mogelijk)[3]
- 1928-'31: Middenstandswoningen, Winschoten[4]
- 1930 (ca.): Doopsgezinde kerk, Winschoten[5]
- 1930-'31: Marktpleinkerk, restauratie toren, Winschoten[6]
- 1933: Openbare bibliotheek, Winschoten[7]